# Andre Adair
Andre Adair, občanským jménem Paul A. Snell (28. listopadu 1966 – 14. června 2014), byl režisér, kameraman a střihač gay pornografických filmů.
Jako kameraman pracoval pro řadu amerických studií jako Big Blue Productions, Falcon Studios, Lucas Entertainment či Rascal Video. K tomu si přibral režírování pro studia All Worlds Video a L. A. Brown Entertainment. Posledně jmenovanou společnost, zaměřující se zejména na produkci s latinoamerickými herci sám v roce 1999 spoluzakládal. V roce 2005 podepsal smlouvu se společností Sinergy Films a v roce 2007 režíroval i pro Studio 2000. V posledním období pracoval jako kameraman zejména pro společnosti Hot House Entertainment a Next Door Studios.
V roce 2013 získal cenu Grabby za nejlepší kameru k filmu The Dom, který natočil s režisérem Christianem Owenem pro studio Hot House Entertainment. Již dříve byl jako kameraman nominován na podobná ocenění, např. v roce 2004 na cenu GayVN Award za film Fire Island Cruising 5 pro studio Lucas Entertainment nebo v roce 2010 na cenu JRL Gay Film Award za film Up Yours pro společnost Hot House Entertainment.
Za svého životního partnera měl mexického umělce Jesuse Torres-Martineze Snella. V roce 2014 zemřel na rakovinu, kvůli jejíž léčbě se předtím potýkal s finančními problémy.